# Бихаркерестеш
Бихаркерестеш (мађ. Biharkeresztes) град је у Мађарској. Бихаркерестеш је један од важнијих градова у оквиру жупаније Хајду-Бихар. Покрива површину од 49,26 km2 (19 sq mi) и има популацију од 4.149 људи (2015).
Налази се у региону Северни Алфелд, у југоисточном делу округа Хајду-Бихар, 50 километара од Дебрецина и 6 километара од мађарско-румунске границе. Његова железничка станица је уједно и гранична станица, последња мађарска станица железничке пруге која прелази преко града.
Са географске тачке гледишта, то је једини град у равници Бихар, насељу које се налази у источном делу „малог региона”.

## Историја
Из подручја винограда откривени су налази из каменог доба и римске пепељаре, које се данас налазе у Дери музеју у Дебрецину. На месту „Нађ Фаркашдомб” пронађене су фарбане керамичке посуде из времена од 40. до 20. век п. н. е. и пећ из бакарног доба. Златно благо из бронзаног доба са међе чува се у Мађарском националном музеју.
Археолошким ископавањима откривени су и остаци насеља из бронзаног доба, аварског и арпадског доба.

### Доба освајања
Комшилук Бихаркерестеш је сигурно био омиљено место освајачких Мађара. Њихову посету овде потврђује гроб из „времена освајања” који је пронађен на Фаркашдомбу.

## Становништво
| Година | Број становника | Година | Број становника |
| ------ | --------------- | ------ | --------------- |
| 1784   | 1.599           | 1941   | 4.007           |
| 1851   | 2.710           | 1949   | 4.453           |
| 1870   | 2.863           | 1960   | 4.844           |
| 1880   | 2.676           | 1970   | 4.788           |
| 1890   | 2.950           | 1980   | 4.661           |
| 1900   | 3.194           | 1990   | 4.498           |
| 1910   | 3.560           | 2001   | 4.303           |
| 1920   | 3.669           | 2004   | 4.090           |
| 1930   | 4.271           | 2009   | 4.191           |
|        |                 | 2018   | 4.345           |

Године 2001. 96% градског становништва изјаснило се као Мађари, 4% Роми.
Крајем прве деценије 2000-их почело је постепено досељавање из региона Нађварада. Много ниже цене некретнина у Мађарској пружају повољне услове, због чега се све више Нађварана, однедавно не само тамошњих Мађара, већ и Румуна, сели и путује између Бихаркерестеша и Нађвара.
Током пописа 2011, 85% становника се изјаснило као Мађари, 9,1% као Роми, 0,3% као Немци и 4,6% као Румуни (14,2% се није изјаснило; због двојног идентитета, укупан број може бити већи од 100%). 
Верска дистрибуција је била следећа: римокатолици 9,5%, реформисани 39,9%, гркокатолици 1,2%, лутерани 0,2%, неденоминациони 20,9% (25,4% није одговорило).